# Liste der Monuments historiques in Montmorency-Beaufort
Die Liste der Monuments historiques in Montmorency-Beaufort… führt die Monuments historiques in der französischen Gemeinde Montmorency-Beaufort auf.

## Liste der Immobilien
| Bezeichnung                    | Beschreibung            | Standort              | Kennzeichnung | Schutzstatus | Datum | Bild           |
| ------------------------------ | ----------------------- | --------------------- | ------------- | ------------ | ----- | -------------- |
| Kirche Assomption-de-la-Vierge | aus dem 16. Jahrhundert | Rue principale (Lage) | PA00078159    | Classé       | 1990  | weitere Bilder |

## Liste der Objekte
| Bezeichnung                                   | Beschreibung                                                                             | Standort                                     | Kennzeichnung | Schutzstatus | Datum | Bild           |
| --------------------------------------------- | ---------------------------------------------------------------------------------------- | -------------------------------------------- | ------------- | ------------ | ----- | -------------- |
| Skulptur Heiliger Nikolaus                    | Kalkstein, farbig gefasst, erste Hälfte des 16. Jahrhunderts                             | in der Kirche Assomption-de-la-Vierge (Lage) | PM10001286    | Classé       | 1960  | weitere Bilder |
| Skulptur Heiliger Christophorus               | Holz, farbig gefasst, 16. Jahrhundert                                                    | in der Kirche Assomption-de-la-Vierge (Lage) | PM10001290    | Classé       | 1960  |                |
| Chorschranke                                  | Schmiedeeisen, 18. Jahrhundert                                                           | in der Kirche Assomption-de-la-Vierge (Lage) | PM10003195    | Classé       | 1960  |                |
| Skulptur Madonna mit Kind (1)                 | Holz, farbig gefasst, 12. Jahrhundert; im Musée Napoléon in Brienne-le-Château deponiert | in der Kirche Assomption-de-la-Vierge (Lage) | PM10001279    | Classé       | 1925  |                |
| Skulptur Madonna mit Kind und Weintraube      | Holz, 16. Jahrhundert                                                                    | in der Kirche Assomption-de-la-Vierge (Lage) | PM10001285    | Classé       | 1960  |                |
| Skulptur Johannes der Täufer                  | Holz, farbig gefasst, 16. Jahrhundert                                                    | in der Kirche Assomption-de-la-Vierge (Lage) | PM10001288    | Classé       | 1960  |                |
| Skulptur eines Winzers                        | Kalkstein, farbig gefasst, 16. Jahrhundert                                               | in der Kirche Assomption-de-la-Vierge (Lage) | PM10001281    | Classé       | 1959  |                |
| Skulptur Heilige Margaretha                   | Kalkstein, farbig gefasst, 16. Jahrhundert                                               | in der Kirche Assomption-de-la-Vierge (Lage) | PM10001280    | Classé       | 1925  |                |
| Grabdenkmal für Pierre Adam und seine Familie | Kalkstein, mehrfach bezeichnet 1724 bis 1761                                             | in der Kirche Assomption-de-la-Vierge (Lage) | PM10001282    | Classé       | 1960  |                |
| Skulptur Heilige Barbara                      | Kalkstein, farbig gefasst, 16. Jahrhundert                                               | in der Kirche Assomption-de-la-Vierge (Lage) | PM10001287    | Classé       | 1960  |                |
| Skulptur Heiliger Rochus                      | Kalkstein, farbig gefasst, 16. Jahrhundert                                               | in der Kirche Assomption-de-la-Vierge (Lage) | PM10001291    | Classé       | 1960  |                |
| Kirchenfenster                                | aus dem 16. Jahrhundert                                                                  | in der Kirche Assomption-de-la-Vierge (Lage) | PM10001278    | Classé       | 1913  |                |
| Kommuniontisch                                | Schmiedeeisen, 18. Jahrhundert                                                           | in der Kirche Assomption-de-la-Vierge (Lage) | PM10001283    | Classé       | 1960  |                |
| Skulptur Madonna mit Kind (2)                 | Holz, farbig gefasst, 17. Jahrhundert                                                    | in der Kirche Assomption-de-la-Vierge (Lage) | PM10001284    | Classé       | 1960  |                |
| Skulpturgruppe Unterweisung Mariens           | Holz, farbig gefasst, 16. Jahrhundert                                                    | in der Kirche Assomption-de-la-Vierge (Lage) | PM10001289    | Classé       | 1960  |                |